# Орсанко
Орсанко́ (фр. Orsanco) — коммуна во Франции, находится в регионе Аквитания. Департамент — Атлантические Пиренеи. Входит в состав кантона Пеи-де-Бидаш, Амикюз и Остибар. Округ коммуны — Байонна.
Код INSEE коммуны — 64429.

## География
Коммуна расположена приблизительно в 680 км к юго-западу от Парижа, в 180 км южнее Бордо, в 60 км к западу от По.

### Климат
Климат тёплый океанический. Зима мягкая, средняя температура января — от +5°С до +13°С, температуры ниже −10 °C бывают редко. Снег выпадает около 15 дней в году с ноября по апрель. Максимальная температура летом порядка 20-30 °C, выше 35 °C бывает очень редко. Количество осадков высокое, порядка 1100 мм в год. Характерна безветренная погода, сильные ветры очень редки.

## Население
Население коммуны на 2010 год составляло 98 человек.
| 1962 | 1968 | 1975 | 1982 | 1990 | 1999 | 2010 |
| ---- | ---- | ---- | ---- | ---- | ---- | ---- |
| 116  | 106  | 86   | 91   | 89   | 96   | 98   |

## Администрация
| Период | Период | Фамилия         | Партия | Примечания |
| ------ | ------ | --------------- | ------ | ---------- |
| 1995   | 2001   | Жан Гуаэнеч     |        |            |
| 2001   | 2020   | Жан-Марк Бонзом |        |            |

## Экономика
В 2010 году среди 73 человек трудоспособного возраста (15-64 лет) 51 были экономически активными, 22 — неактивными (показатель активности — 69,9 %, в 1999 году было 52,3 %). Из 51 активных жителей работали 45 человек (25 мужчин и 20 женщин), безработных было 6 (5 мужчин и 1 женщина). Среди 22 неактивных 9 человек были учениками или студентами, 7 — пенсионерами, 6 были неактивными по другим причинам.

## Достопримечательности
- Церковь Св. Мартина (XIX век)[4]